# Piotr z Colonny
Piotr z Colonny (de Colonna zm. ok. 1120) – protoplasta rodu Colonnów.

## Życiorys
Piotr był synem hrabiego Tusculum, Grzegorza II i bratem Grzegorza III. Po raz pierwszy literatura źródłowa wspomina go w 1101 roku i opisuje jako barona Lacjum, który dopuszczał się kradzieży, morderstw i łapownictwa. Nabył m.in. Monte Porzio i Zagarolo i usiłował objąć władzą tereny znacznie większe niż Lacjum.
Korzystając z nieobecności papieża Paschalisa II, sprzymierzył się z Beraldem (opatem Farfy) i Ptolemeuszem I i zainicjował powstanie w Tusculum (ok. 1108 roku). Skutkiem tego był powrót papieża i interwencja wojsk normańskich, na czele z Ryszardem z Aquili, ówczesnym księciem Gaety. Jednak około 1118 roku, Piotr przeszedł na stronę papieża, co zmusiło Ptolemeusza do ucieczki z miasta. W 1120 roku Piotr i inni członkowie buntu złożyli papieżowi hołd na Lateranie.
Wbrew powszechnej legendzie, nazwa rodu Colonnów nie pochodzi od Kolumny Trajana, lecz od zamku znajdującego się w górach (5 mil od Tusculum). Zamek ten w przeszłości należał do hrabiów Tusculum i został nazwany Columpna lub Colonna – taki też przydomek nadał sobie i swoim następcom Piotr.